# Ahmed Sékou Touré
Ahmed Sékou Touré (9. ledna 1922, Faranah, Francouzská západní Afrika – 26. března 1984, Cleveland, Spojené státy americké) byl prvním guinejským prezidentem.
Jednalo se vůbec o prvního státníka frankofonní Afriky, kterému se podařilo získat nezávislost na Francii, a to v roce 1958. Kvůli svému ostře protidegaullovskému kurzu byl odstřižen od jakékoli francouzské pomoci a přimkl se k socialistickému táboru. Zprvu spravoval téměř všechna klíčová ministerstva sám (obrana, vnitro, zahraničí), postupně je však předával svým věrným a ponechal si jen prezidentský post. Země se propadala do víru chudoby a korupce, přesto jisté úspěchy zaznamenala alfabetizační kampaň.
Kvůli velkému počtu pokusů svrhnout ho či zabít (i tajnou Salazarovou státní policií, kvůli jeho podpoře dekolonizačních hnutí v tehdy portugalské Guineji-Bissau) se stal paranoidním a autokratickým. Domnělí i skuteční političtí odpůrci, pokud nestačili včas emigrovat, "zmizeli" nebo byli hromadně pozavíráni. Přesto, anebo právě proto však zůstal prezidentem až do své relativně předčasné smrti v roce 1984. Za jeho vlády navázala Guinea vynikající styky s Československem, avšak ke vstupu do ČR občané Gunei vízum potřebují.
V říjnu 2021, u příležitosti 50. výročí masakru v říjnu 1971, požádali příbuzní 70 Guinejců popravených za režimu Sékou Touré prezidenta Mamady Doumbouyu o rehabilitaci a důstojný pohřeb obětí.